# Prumna nana
Prumna nana är en insektsart som först beskrevs av Leo L. Mishchenko 1974.  Prumna nana ingår i släktet Prumna och familjen gräshoppor. Inga underarter finns listade i Catalogue of Life.